# Bidweg van de Sterre der Zee
De bidweg van de Sterre der Zee, ook Onze-Lieve-Vrouweweg, is een Rooms-katholieke bidweg of ommegang ter ere van Onze Lieve Vrouw, Sterre der Zee in het centrum van de Nederlandse stad Maastricht. De bidweg is zeker vijf eeuwen oud. Ontstaan uit een boetprocessie met het genadebeeld van de Sterre der Zee op tweede paasdag, is de route in de loop der eeuwen enkele malen aangepast, voor het laatst in 1804. Vertrekkend vanaf de Onze-Lieve-Vrouwebasiliek, kan de bidweg van de Sterre der Zee nog steeds worden afgelegd, op elk willekeurig tijdstip, individueel of in groepsverband. In de jaren 1943-1950 is de bidweg zichtbaar gemaakt in het straatbeeld door middel van een beeldenroute. In 2022 werd de bidweg opgenomen in de Inventaris Immaterieel Cultureel Erfgoed Nederland.

## Geschiedenis

### Ontstaan
Het beeld van de Sterre der Zee is een typisch 15e-eeuwse Madonna met Kind. Waar en wanneer het precies ontstaan is, is niet bekend. Omstreeks 1468 werd het door de edelman Nicolas de Herlay geschonken aan de Maastrichtse minderbroeders bij zijn intrede in het klooster. Vanaf die tijd stond het in een kapel aan de zuidzijde van het koor van de Oude Minderbroederskerk. De volksdevotie tot het Mariabeeld ontstond waarschijnlijk in het eerste kwart van de 16e eeuw. In 1532 werd in het cedulenboek van Maastricht de jaarlijkse Paasmaandag-processie vanuit de Minderbroederskerk genoemd, waarbij "dat bielt van onsser liever Vrouwen" werd meegedragen.

### Bloeitijd

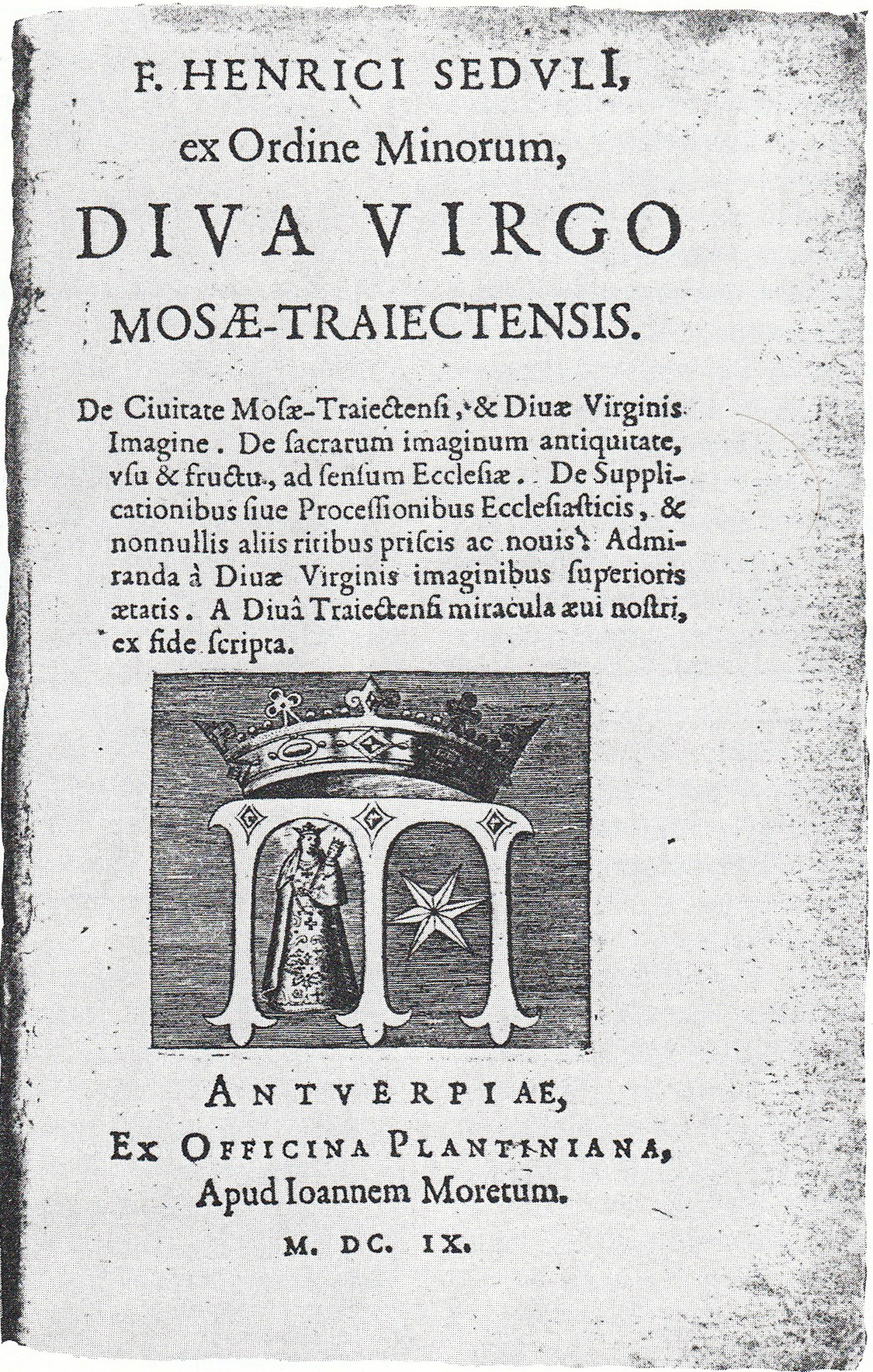
Henricus Sedulius: Diva Virgo Mosæ-Traiectensis (J. Moretus, Antwerpen, 1609)

Na de inname van Maastricht door Alexander Farnese in 1579 begon de rekatholisering en brak er een gouden tijd aan voor de franciscanen en hun Mariaverering. Het klooster werd een waar bedevaartsoord, vooral na enkele wonderbaarlijke genezingen en een viertal verleende aflaatbrieven (in 1607, 1614, 1628 en 1646). De Maastrichtse franciscaan Henricus Sedulius (latinisering van Hendrik de Vroom) beschrijft in 1609 in zijn boekje Diva Virgo Mosæ-Traiectensis ("De goddelijke Maagd van Maastricht") de Mariadevotie in zijn klooster, waarbij hij enkele wonderbaarlijke genezingen memoreert. De processie op Paasmaandag trok duizenden deelnemers: in 1608 ongeveer 6.000 mannen (vrouwen en kinderen niet meegerekend); in 1611 zo'n 20.000.

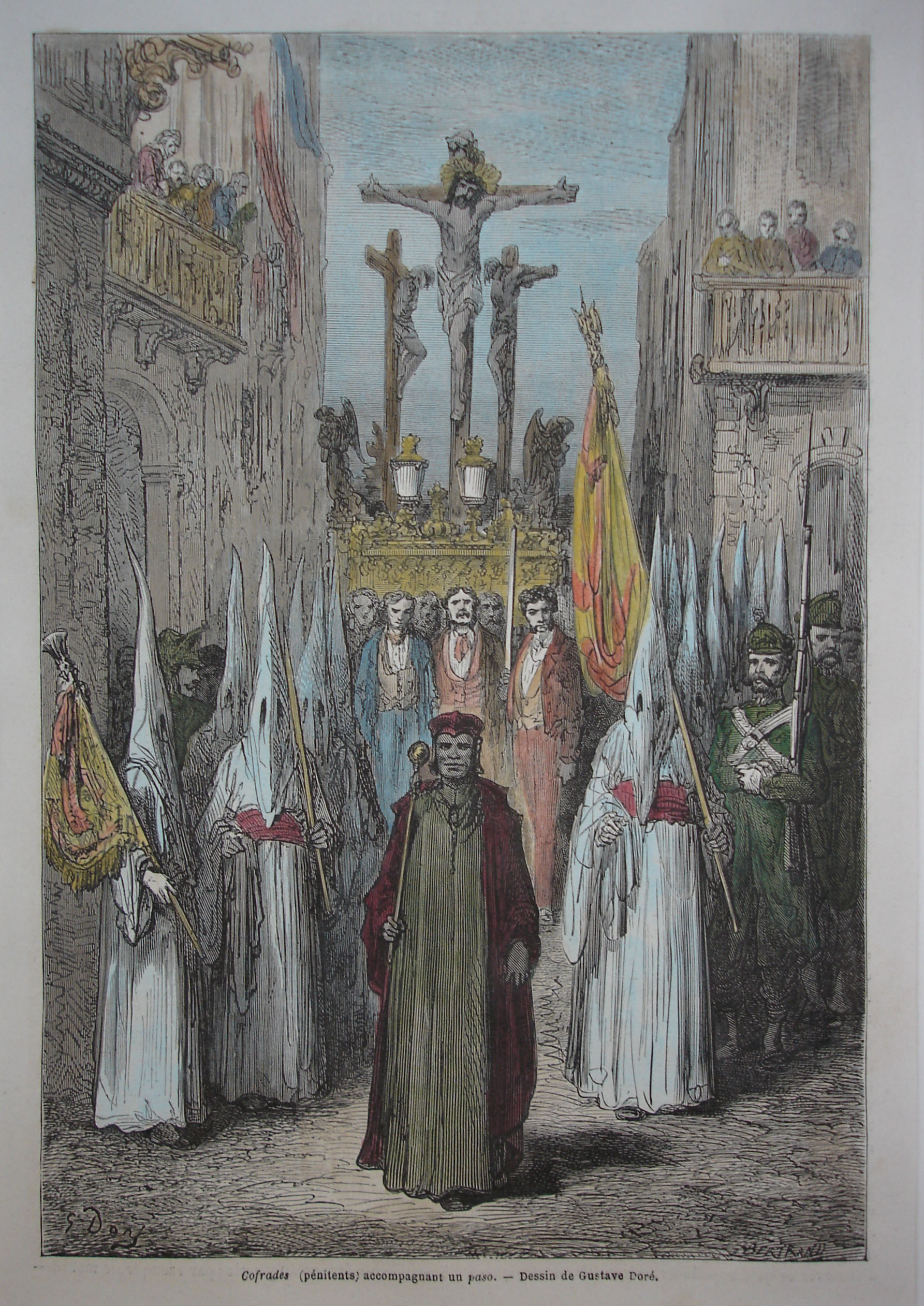
Boetelingen tijdens de Semana Santa in Sevilla

Henricus Sedulius gaf een levendige beschrijving van de gebeurtenissen in de Paasweek van 1608. De soms extatische taferelen doen sterk denken aan de hedendaagse Semana Santa-processies in Spanje en Zuid-Amerika, waar veel van deze tradities bewaard zijn gebleven. Op Paaszaterdag werd het beeld van de Sterre der Zee eerst van het altaar gehaald, waarna het op Paaszondag vóór de ook nu nog aanwezige koorafscheiding in de kerk werd geplaatst. Hier stroomde het volk samen, vaak armoedig gekleed, soms blootsvoets, om het beeld te vereren. Sommigen kropen er op hun knieën omheen of wierpen zich plat ter aarde, bij wijze van boetedoening. Dit ging de hele nacht door. Ook werd de bidweg gelopen, individueel of in groepen, enkelen met brandende fakkels. Ook daarbij kropen sommigen op hun knieën.
Het hoogtepunt was de boetprocessie op Paasmaandag, na de hoogmis, waarbij alle notabelen van de stad aanwezig waren. Voorop ging een pater franciscaan met het processiekruis, omringd door een menigte, sommigen eveneens met kruisen. Dan volgde de broederschap der geselaars, onder leiding van de jezuïeten (later de dominicanen), velen in boetekleed, blootsvoets en met bedekte gezichten. In 1608 trokken meer dan duizend boetelingen mee. Na het tweede meegedragen processiekruis kwamen alle religieuzen van de stad, capucijnen, bogaarden, kruisheren, augustijnen, dominicanen en minderbroeders. Dan volgde de Sterre der Zee, door vier minderbroeders gedragen op een processiebaar en omringd door de broederschap der flambouwdragers. Bij het beeld liepen tientallen boetelingen in ijzeren harnassen met daaronder slechts een lendendoek, soms met zware kettingen aan hun enkels. Hun linnen lendendoeken waren doordrenkt van het bloed door het schuren van het harnas. De hele daarop volgende week bleven boetelingen individueel of in groepsverband de bidweg lopen. Op Beloken Pasen, de zondag erna, werd de processie nog eens dunnetjes overgedaan.
Aan de bloeiperiode van de Sterre-der-Zee-devotie kwam een einde door de verbanning van de minderbroeders na het zogenaamde Verraad van Maastricht (1638), waarbij onder anderen de minderbroeder pater Vinck gespioneerd zou hebben voor de Spanjaarden. Het beeld ging een verwarrende periode van omzwervingen tegemoet en vond uiteindelijk onderdak in het Minderbroedersklooster in Tongeren, vanwaar het pas in 1675 terugkeerde. Uit die periode van ballingschap zijn geen bidwegen of Sterre-der-Zee-processies bekend.

### Processieverbod

De veranderende route van de bidweg. Geel: tot 1700. Oranje: 18e eeuw. Rood: na 1804

Na de verovering van Maastricht in 1673 door de katholieke Franse koning Lodewijk XIV keerden de minderbroeders terug in de stad, aanvankelijk in enkele huizen bij de Sint-Jacobskapel. Later kregen ze weer de beschikking over een vleugel en een provisorische kapel in hun oude klooster. De Sterre der Zee keerde in 1674 terug uit Tongeren. Vanuit de Sint-Jacobskapel is het beeld nog enkele malen in processie meegevoerd, in 1676 bij een door de gemeenteraad voorgeschreven bidprocessie, in 1677 bij een boeteprocessie en nog een jaar later bij een Paasmaandag-processie. Vanaf 1678 keerde het politiek tij en werden openbare processies verboden door de protestantse Republiek der Verenigde Provinciën, die medeheer was over de stad.
Van 1699 tot 1707 bouwden de minderbroeders een nieuwe kerk met klooster op de Minderbroedersberg, het Tweede Minderbroedersklooster. Hier kreeg de Sterre der Zee een ereplaats op het hoofdaltaar in de kerk (1699). Aan het beeld was sinds 1701 een lekenbroederschap verbonden (tot 1782 alleen voor ongehuwde mannen). Processies bleven verboden; alleen op eigen terrein mocht het beeld rondgedragen worden. Wel kon men op eigen gelegenheid de bidweg lopen, een 'stille omgang', in zeker opzicht een pijnlijke herinnering aan de grootse processies van weleer. De route werd aangepast, aangezien het vertrekpunt nu niet meer de Oude, maar de Tweede Minderbroederskerk was. Later werd hier de legende van het terugvinden van de vergeten route bij verzonnen, door een tot leven gekomen Sterre der Zee zelf gewezen.
De inname van Maastricht door de Franse revolutionairen in 1794 en de inlijving bij Frankrijk in mei 1795 betekende enkele jaren later het einde van alle kloosters in Maastricht. Ook de minderbroeders moesten hun biezen pakken en het fameuze Mariabeeld werd door leden van de Broederschap van de Sterre der Zee verborgen. In 1804 werd het beeld overgedragen aan de Sint-Nicolaaskerk, waar het een plaats kreeg op een altaar in de noorderzijbeuk. De in 1714 opgerichte Broederschap van Onze Lieve Vrouw Onbevlekt Ontvangen in die kerk, richtte zich vanaf 1804 op de devotie van de Sterre der Zee. In 1837 verhuisde het beeld – met de parochie – naar de naastgelegen Onze-Lieve-Vrouwekerk, waar het eveneens in de noorderzijbeuk werd opgesteld. De route van de bidweg hoefde na deze verhuizingen maar nauwelijks te worden aangepast, aangezien beide kerken al aan de bidweg lagen. Alleen het stukje naar de inmiddels tot rechtbank omgebouwde kerk op de Minderbroedersberg verviel. Het processieverbod bleef van kracht (vanaf 1848 zelfs opgenomen in de Grondwet) en werd tot begin 20e eeuw ook krachtig gehandhaafd. Dat de bidweg ook in deze tijd individueel of in kleine groepen gelopen werd, blijkt uit een bericht uit 1841 dat sommige goedgeklede dames deze tocht barrevoets aflegden. Ook noteerde de deken van Maastricht in 1857 dat de bidweg dagelijks, vooral rond de Paastijd, door kleine groepen gelovigen werd gelopen.

### Nieuwe bloeitijd
De verering van de Sterre der Zee nam in de loop van de 19e eeuw sterk toe. Vooral in tijden dat Limburg geteisterd werd door cholera-epidemieën, werd de Sterre der Zee bezocht door vele duizenden bedevaartgangers. Toen de franciscanen na 1865 weer beschikten over een klooster in Maastricht, vroegen zij herhaaldelijk om teruggave van het beeld, maar de Roermondse bisschop Joannes Paredis wist dit te verhinderen. De Sterre der Zee was na bijna dertig jaar onafscheidelijk verbonden geraakt met de Onze-Lieve-Vrouwekerk.

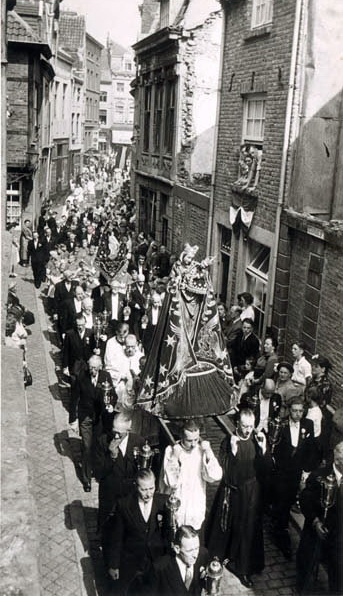
Paasmaandag-processie in de Stokstraat, 1953

In het begin van de 20e eeuw nam de devotie verder toe, onder andere door toedoen van de toenmalige pastoor Piet Jacobs (1850-1930). Het verplaatsen van het beeld naar de De Merode-kapel betekende een grote impuls voor de devotie tot het beeld. Het herstel van de Maria-bidweg in 1904 en de fusie tussen de twee Maria-broederschappen in 1906 waren daar een logisch vervolg van. In 1912 vormden het Maria-Congres en de feestelijke kroning van de Sterre der Zee de voorlopige hoogtepunten. Terugkijkend gaf pastoor Jacobs in 1912 toe dat het openlijk promoten van de bidweg in 1904 een risico was geweest, dat hij echter graag had willen nemen. Tijdens het Maria-Congres werd de bidweg dagelijks door honderden, soms duizenden mensen gelopen. Tijdens de Eerste Wereldoorlog werd elke zaterdag een bidprocessie voor de vrede gehouden. Op 7 mei 1918 namen 5.000 mensen deel aan deze bidweg.
De Mariadevotie, en met name die van de Sterre der Zee werd rond het midden van de 20e eeuw sterk aangemoedigd door de bisschop van Roermond, mgr. Lemmens (1932-1958). Lemmens voerde het devies Stella Duce ('Geleid door de ster') in zijn bisschopswapen. Lemmens was er ook bij toen op 17 april 1933 – de dag dat de Onze-Lieve-Vrouwekerk tot basilica minor werd verheven – de in onbruik geraakte Paasmaandag-processie weer uittrok, niet de oorspronkelijke route, maar een kort "rondje om de kerk". In oktober 1939 werd de bidweg door Maastrichtse schoolmeisjes afgelegd om te bidden voor wereldvrede. Een week later liepen de jongens dezelfde route. Na de Tweede Wereldoorlog werd elk jaar op 14 september, de dag van de bevrijding van Maastricht, een grote bidweg georganiseerd, ook weer met bisschop Lemmens erbij. De bidweg werd in die jaren ook door velen individueel gelopen. Van 1950 tot 1955 maakte de Sterre der Zee een rondreis langs de parochies van Limburg, een reis van 2.000 kilometer. De rondgang werd begeleid door bisschop Lemmens en door twee broedermeesters van de Broederschap van de Sterre der Zee. Het beeld werd vrijwel overal massaal en enthousiast onthaald. Ook werden tot circa 1960 vanuit alle delen van Nederland groepsbedevaarten naar Maastricht georganiseerd.

## Heden en toekomst
De bidweg heeft in feite al heel lang twee gedaantes: de informele vorm, waarbij individuen of groepen de traditionele bidwegroute op eigen gelegenheid afleggen, en de officiële liturgische vorm, waarbij het beeld van de Sterre der Zee wordt meegedragen. Die laatste vorm wordt een 'grote bidweg' genoemd. Daartoe kan op historische gronden ook de processie op tweede paasdag worden gerekend, hoewel die tegenwoordig niet de route van de bidweg volgt.

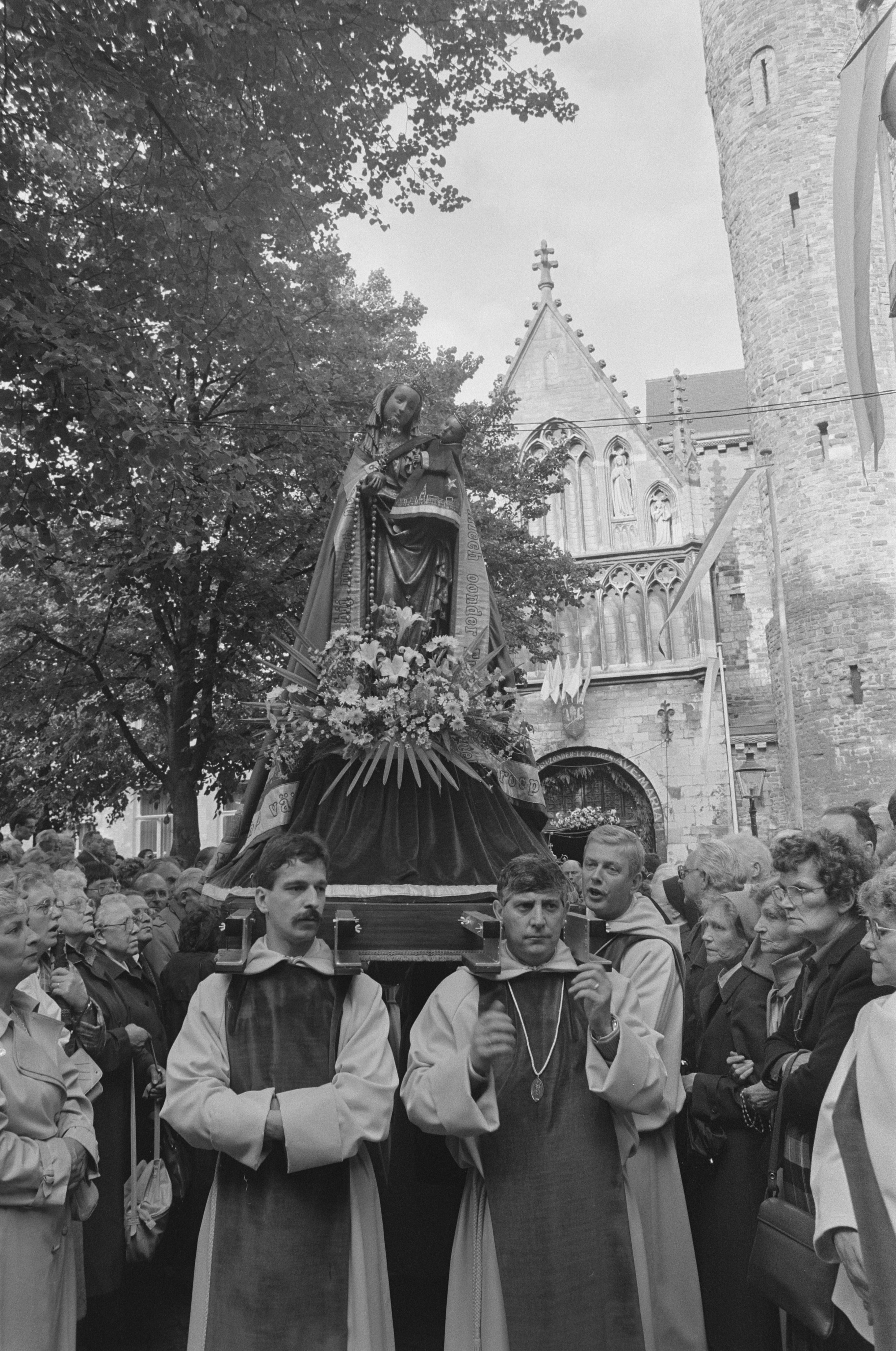
Bidwegprocessie met de Sterre der Zee ter gelegenheid van de opening van het Mariajaar 1987

### De eigenlijk bidweg
De route van de eigenlijke bidweg is sinds 1837 niet meer veranderd: Onze-Lieve-Vrouwebasiliek, Onze Lieve Vrouweplein, Cortenstraat, Witmakersstraat, Kapoenstraat, Lenculenstraat, Bouillonstraat, Papenstraat, Sint Jacobstraat, Vrijthof (zuidoosthoek), Bredestraat, Onze Lieve Vrouweplein, Onze-Lieve-Vrouwebasiliek. Deze route wordt ook bij een 'grote bidweg' (met beeld) gevolgd.
In de jaren 1990 werd de bidweg elke zaterdagavond na de avondmis door een vaste kern van circa 60 personen gelopen. Met de voortschrijdende ontkerkelijking heeft ook de bidweg van de Sterre der Zee in het begin van de 21e eeuw te kampen met verminderde belangstelling. Wel wordt er af en toe nog een 'grote bidprocessie' (met Mariabeeld, flambouwen, enz.) of een thematische bidweg (bijv. bij het uitbreken van de Golfoorlog of voor vluchtelingen) georganiseerd. Dat de bidweg definitief uit het kerkelijke en maatschappelijke leven zal verdwijnen is onwaarschijnlijk. Ook in het verleden is de bidweg gedurende periodes vrijwel onzichtbaar geweest, maar toch waren er altijd mensen die de bidweg op eigen gelegenheid wilden lopen.

### Processies
Op tweede paasdag vindt na de hoogmis de Paasmaandag-processie plaats, ook wel kleine stadsprocessie (Maastrichts: "klein percessie") genoemd. Dit ter onderscheiding van de Sint-Servaasprocessie ("groete percessie") vanuit de Sint-Servaasbasiliek, die in feite een sacramentsprocessie is en historisch nauw verbonden is met de bidweg. De datum is gekozen in navolging van de vroegere Paasmaandag-processies van de minderbroeders. De Sterre der Zee wordt in deze stoet direct gevolgd door het Allerheiligste. De houten processiebaar met het genadebeeld wordt afwisselend door telkens vier leden van het 'Dragersgilde Sterre der Zee' op de schouders gedragen. Bij langere processies wordt gebruik gemaakt van een groter draagstel, dat afwisselend door twee groepen van twaalf dragers wordt vervoerd. Het dragersgilde en de Sterre der Zee worden omringd door flambouwdragers en andere leden van de Broederschap van de Sterre der Zee, sommigen met broederschapsstaf.
De kleine processie trekt in principe door het Stokstraatkwartier en volgt daarmee een andere route dan die van de opeenvolgende bidwegen. Vanaf de Onze-Lieve-Vrouwebasiliek trekt men via het Onze Lieve Vrouweplein naar de Stokstraat, Maastrichter Smedenstraat en Havenstraat (soms via de Wolfstraat) om daarna weer via het Onze Lieve Vrouweplein terug te keren naar de kerk. De laatste jaren wordt de route soms in zuidelijke richting uitgebreid: via de Sint Bernardusstraat, Helpoort, Begijnenstraat, Sint Pieterstraat en Cortenstraat, of ook wel via de Koestraat, Stenen Brug, Sint Pieterstraat, Kleine Looiersstraat, Achter de Molens, Witmakersstraat en Cortenstraat. Vijf dagen later, op de zaterdag na Pasen, wordt het beeld meegedragen bij een 'grote bidweg', waarbij de traditionele bidwegroute gevolgd wordt (zie hierboven). Een grote bidweg maakt ook deel uit van de festiviteiten rond het liturgisch feest van de Sterre der Zee, dat sinds 2005 op 10 oktober wordt gevierd in het Bisdom Roermond.

## Beeldenroute
Van 1943 tot 1950 werden op verschillende punten in de bidweg beelden en reliëfs van Maria geplaatst. Voordien waren ook al incidenteel Mariabeelden langs de route geplaatst, maar die werden later weer verwijderd. Het initiatief kwam van kapelaan Ernest Tilmans van de Onze Lieve Vrouwe (1930-48), samen met de parochianen J. Froger en J. Brouwers. Sommige beelden verwijzen direct naar de Sterre der Zee, andere beelden Maria uit in een andere gedaante. De meeste beeldhouwwerken tonen een ster, het symbool van de bidweg, en een verwijzing naar de Sterre der Zee. Minstens de helft van de beelden is ontworpen door Charles Vos (1888-1954), destijds de bekendste beeldhouwer in Maastricht. Diverse beeldhouwwerken zijn in 1947 geplaatst, naar aanleiding van het in dat jaar in Maastricht gehouden Mariacongres. Enkele beeldjes zijn verdwenen.

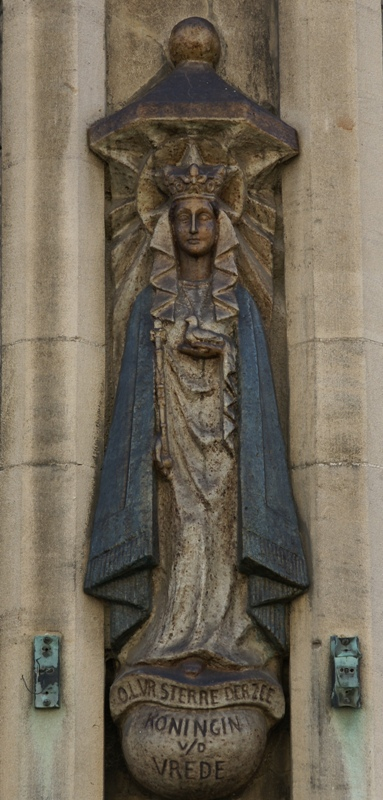
Onze Lieve Vrouw, Sterre der Zee, Koningin van de Vrede. Beeldje van Jean Sondeijker (1947) aan de gevel van Sint Jacobstraat 1

1. Onze Lieve Vrouw van den Goeden Duik (Charles Vos, 1946) – hoek Cortenstraat/Koestraat 2. Het keramisch beeld (160 x 77 x 16 cm) is kort na de Tweede Wereldoorlog op initiatief van enkele onderduikers op deze plek ingemetseld in een muur. Het is een voorstelling van Maria met kindje Jezus, terwijl vier onderduikers zich schuil houden onder haar mantel. In de linkerbovenhoek het jaartal 1940 en een V2 raket; in de rechterbovenhoek het jaartal 1945 en een vredesduif. In de linkerbenedenhoek staat het wapen van de Sterre der Zee (zespuntige ster boven zee); in de rechterbenedenhoek het wapen van Maastricht (vijfpuntige ster).[26][27]
2. De Aankondiging (Maria de Lago, jaartal onbekend) – Cortenstraat 6a. Het geglazuurde reliëf is naar ontwerp van de kunstenares vervaardigd bij de keramiekfabriek Mosa. Het onderwerp is de Annunciatie, het moment dat de aartsengel Gabriël aan Maria verschijnt en haar meedeelt dat ze zwanger zal worden.[26][27]
3. Onze Lieve Vrouw, Sterre der Zee (ten halve) (Charles Vos, na 1950) – Hondstraat 18 (net buiten de eigenlijke bidweg). Geglazuurd keramisch reliëf van scheepje op woeste golven met daarboven Maria met Kind ten halve afgebeeld.[26]
4. Allerzuiverste Maagd, bescherm uwe stad (Charles Vos, 1945) – Kapoenstraat 32 (tegenover Witmakersstraat). Het in een nis geplaatste beeld (125 x 67 x 13 cm) is van geglazuurde gebakken klei. Het is een voorstelling van Maria als de "nieuwe Eva", die de slang vertrapt. Als symbool van haar zuiverheid draagt ze een wit kleed en houdt ze een lelie vast. De nis is versierd met gevleugelde engeltjes; aan de onderzijde met banderol met daarop de tekst: "ALLERZUIVERSTE MAAGD BESCHERM UWE STAD". Aan weerszijden van de nis lampjes die het beeld verlichten, in bloemvormige armaturen, eveneens ontworpen door Vos.[26][28]
5. Maria, bidt voor ons (Rob Stultiens, 1946) – hoek Kapoenstraat/Lenculenstraat. Het hardstenen beeldje stelt een biddende Maria voor, met gevouwen handen. Het halfvrijstaande Reliëf is geplaatst in een hoeknis, geplaatst tussen een vooruitstekende, vierkante sokkel en luifel.[26][28]
6. Maria, Zetel der Wijsheid (Jean Weerts, jaartal onbekend) – hoek Lenculenstraat 21/Verwerhoek. Het beeldje van een sedes sapientiae is verdwenen.[26][29]
7. Stella Duce (Charles Vos, 1947) – Lenculenstraat 21. Plaquette van geglazuurd aardewerk aan de gevel van de Hof van Sint-Monica (destijds RK Weeshuis). Het reliëf toont Maria met het kindje Jezus, staande op een banderol met het opschrift "STELLA DUCE" (geleid door de ster). Op de achtergrond een scheepje, de Onze-Lieve-Vrouwebasiliek en de ster van de bidweg.[26][29]
8. Madonna in Stralenkrans (Charles Vos, 1946) – Lenculenstraat 33. Het beeldje in de voorgevel van de Toneelacademie Maastricht is vermist (mogelijk betreft dit hetzelfde beeld als nr. 5). De hardstenen nis is nog aanwezig.[26][noot 3]
9. Onze Lieve Vrouw, Heilige Moeder Gods (Charles Vos, 1948) – hoek Bouillonstraat/Sint Servaasklooster. Vrijstaand monument van Franse kalksteen (300 x 112 x 58 cm) in het plantsoen bij de Dragonderwacht tegenover het Oud Gouvernement. Het beeld is een vrije interpretatie van de Sterre der Zee in de basiliek. Op de sokkel is aan twee zijden een doorlopend reliëf aangebracht, met twee rozenkrans biddende ouderparen met kinderen. Tussen de figuren staat het opschrift: "TOON DAT GIJ ONZE MOEDER ZIJT".[26][30]
10. Onze Lieve Vrouw, Sterre der Zee, Koningin van de Vrede (Jean Sondeijker, 1947) – Sint Jacobstraat 1. Het beeld van geglazuurd aardewerk is in opdracht van de bewoner, Edmond Nyst, aangebracht aan de gevel van het pand. Het stelt Maria voor als Koningin van de Vrede (zie: Litanie van Loreto). De gekroonde Maria staat op een wereldbol onder een baldakijn met in de rechterhand een lelie en in de linkerhand een duif. Op een banderol staat de tekst "O.L.VR. STERRE DER ZEE"; op de wereldbol: "KONINGIN V/D VREDE".[26][30]
11. Onze Lieve Vrouw van Smarten (Charles Vos, 1946) – hoek Bredestraat 30A-32. Gevelreliëf (60 x 39 x 22 cm) van rode Maulbronnner zandsteen met een voorstelling van een Piëta.[26][31]
12. Onze Lieve Vrouw, Hulp der Christenen (1943) – Bredestraat 30A-32. Dit beeld bevond zich aan dezelfde gevel als het voorgaande en is later verplaatst of verdwenen.[26][31]
13. Mariabeeld (Charles Vos, 1946) – hoek Bredestraat 14/Heggenstraat. Ook dit beeld is verdwenen. De nis is nog aanwezig.[26][31]
14. Onze Lieve Vrouw van Lourdes (?) – Bredestraat 13. Reliëf met afbeelding van Maria en knielende Bernadette Soubirous naast de voordeur van het pand waar voorheen de Stichting Limburgse Bedevaarten was gevestigd.[26][31]
15. Onze Lieve Vrouw, Allerheiligst Hart van Maria (Charles Vos?, 1946) – hoek Bredestraat/Onze Lieve Vrouweplein. Hardstenen gevelbeeld (80 x 18 x 18 cm) van Maria staande op een wolk, met beide handen haar met doornen omsloten hart tonend.[26][32]

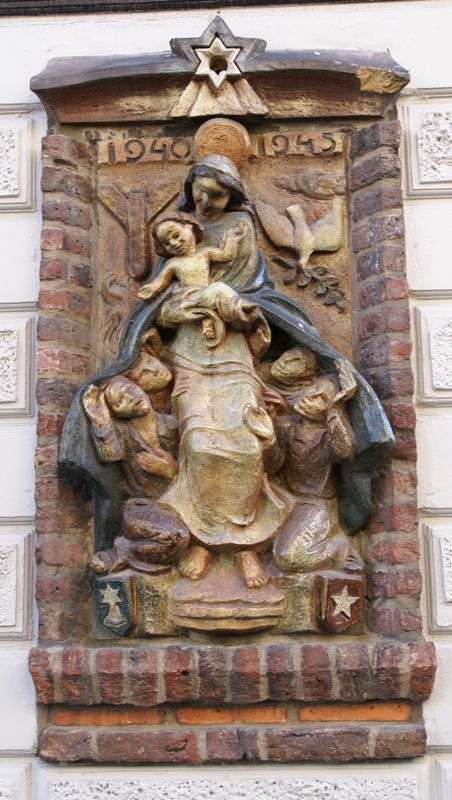
Cortenstraat/Koestraat
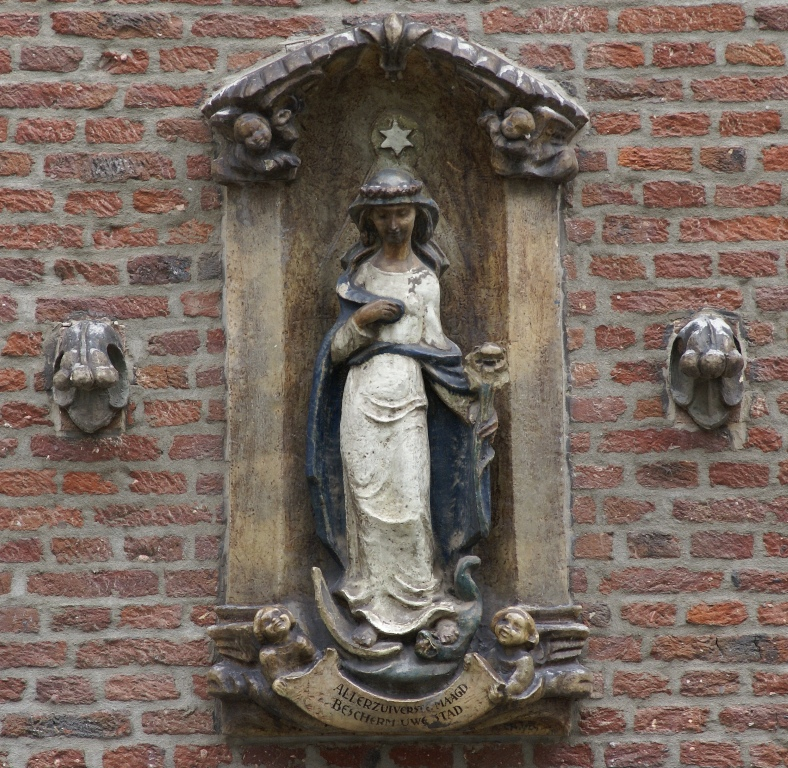
Kapoenstraat 32
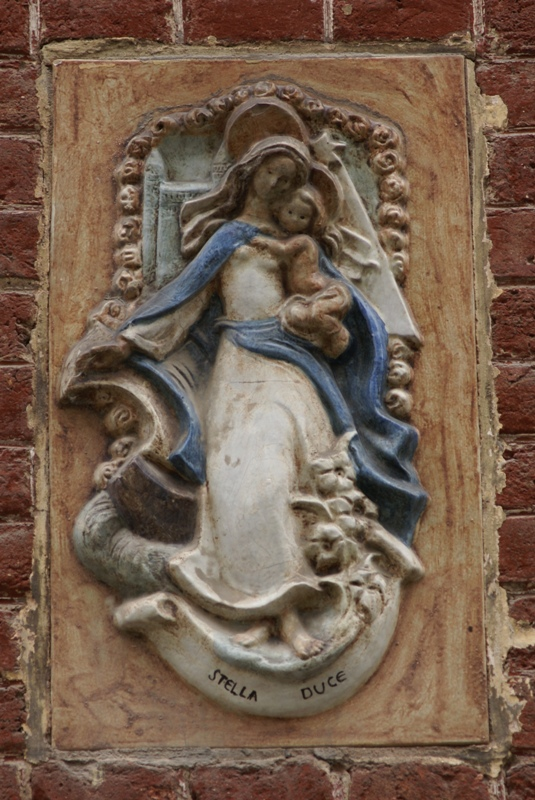
Lenculenstraat 21
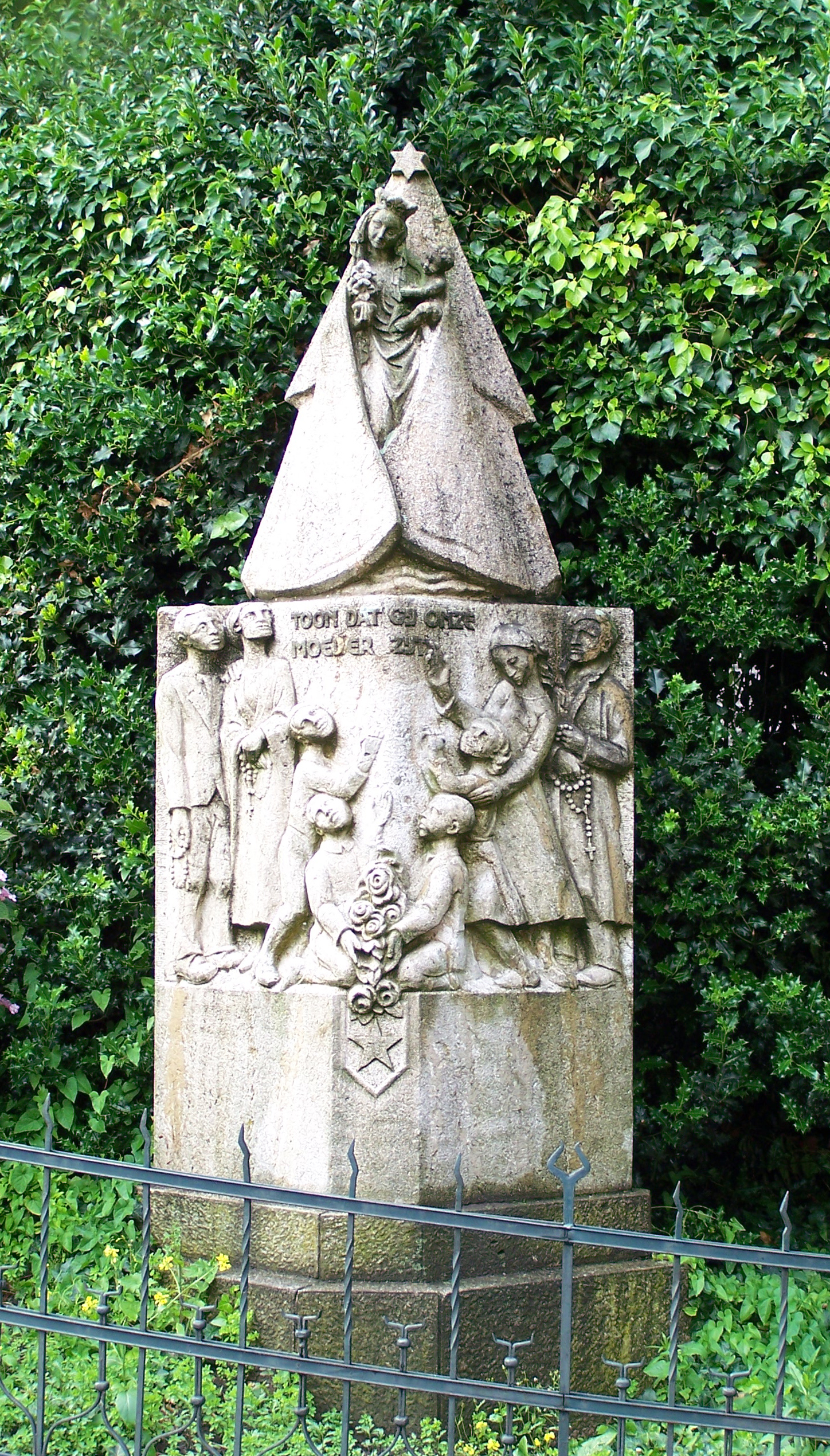
Sint Servaasklooster